# Arriles Armani
Arriles Armani, né en novembre 1983 à Marseille, est un acteur et humoriste franco-algérien, ayant joué dans Les Segpa.